# Josep Casas i Sansolí
Josep Casas i Sansolí (Sabadell, 6 de novembre de 1921 - Barcelona, 22 de desembre de 1999) fou un futbolista català de la dècada de 1940.

## Trajectòria
Fou un defensa central força contundent. S'inicià a l'amateur del CE Sabadell d'on passà al FC Martinenc. Destacà al RCD Espanyol durant la dècada de 1940. Ingressà al club el 1942 i hi romangué fins al 1951. Formà tàndem amb Ricard Teruel primer i més tard amb Josep Mariscal. La seva millor etapa al club blanc-i-blau fou entre 1944 i 1949. El 1947 disputà la final de la Copa enfront del Reial Madrid a La Corunya, en la qual l'equip va caure derrotat. Després jugà a Melilla i Sant Andreu. El seu darrer club fou, de nou, l'FC Martinenc on acabà la seva carrera el 1955. Fou internacional amb la selecció espanyola B el 20 de març de 1949 davant Portugal. Fou dos cops internacional entre 1944 i 1948 amb la selecció catalana de futbol.